# فرقة ثأر الله الحادية والأربعين
وحدة ثأر الله الحادية والأربعين (تهجى أيضا سار الله) (بالفارسية: لشکر 41 ثارالله) إحدى فرق الحرس الثوري الإيراني من عام 1980 حتى تم دمجها في فيلق سار الله في محافظة كرمان في عام 2008.

## التكوين
في عام 1980، تم إنشاء كتيبة تتكون من قوات من محافظة سيستان وبلوشستان ومحافظة هرمزجان ومحافظة كرمان للقتال في الحرب العراقيه الإيرانية. في عام 1981، تم توسيعها وتنظيمها باعتبارها اللواء ثأر الله الحادية والأربعين (بالفارسية: تیپ 41 ثارالله). تم توسيعه ليشمل 4 كتائب بحلول عام 1982، و 6 كتائب في وقت لاحق من ذلك العام. تم توسيعها في النهاية إلى فرقة في 7 فبراير 1983، بثلاثة ألوية مشاة وكتيبة مدرعة واحدة. في عام 1984، انضم لواء آخر وكتيبة مستقلة واحدة مضادة للدروع إلى الفرقة. تم توسيع الكتيبة المستقلة المضادة للدروع إلى اللواء المضاد للدروع بعد عام.

## العمليات
شاركت الوحدة في عمليات مختلفة خلال الحرب الإيرانية العراقية، مثل عملية ميماك (عمار 3)، عملية نصر 4، عملية أم الحسنين، عملية الفجر 10، عملية بيت المقدس 7، عملية بازي دراز 2، عملية كربلاء 5، عملية كربلاء 10، عملية كربلاء 4، عملية كربلاء 1، عملية الفجر 8، عملية بدر، عملية خيبر، عملية الفجر 4، عملية الفجر 3، عملية الفجر 1، عملية رمضان، عملية بيت المقدس، عملية فتح المبين، عملية طارق القدس.
طوال الحرب العراقية الإيرانية، كان قائد الوحدة هو قاسم سليماني.

## تحطم طائرة 2003
في 22 فبراير 2003 تحطمت طائرة تابعة للحرس الثوري الإيراني بالقرب من كرمان، مما أسفر عن مقتل جميع من كانوا على متنها وعددهم 302 شخصًا، وجميعهم من أفراد الفرقة 41.

## الدمج
تم دمج الفرقة مع الباسيج في محافظة كرمان ليشكلوا فيلق سار الله في محافظة كرمان أثناء إعادة ترتيب وحدات الحرس الثوري الإيراني في عام 2008. في عام 2009، كان الفريق أول محمد حجازي القائد الذي أشرف على قمع الاضطرابات المدنية في احتجاجات الانتخابات الإيرانية 2009.